# Ebbo van Weezenbeek
Egbert Ebbo Norebrecht Marie van Weezenbeek (18 januari 1932 - Dordrecht, 4 januari 1960) was een Nederlands skiffeur. Hij won in 1959 de Holland-beker en in augustus van hetzelfde jaar vertegenwoordigde hij Nederland bij de Europese Kampioenschappen.
Ebbo van Weezenbeek stierf op 27-jarige leeftijd aan de gevolgen van een ongeval bij het schoonmaken van zijn jachtgeweer. Hij werd getroffen door een in de loop achtergebleven kogel.